# 热河特别区
热河特别区，中华民国已撤销的一个特别行政区。
民國3年（1914年）1月，以热河道（辖15县）为中心及昭乌达盟、卓索图盟等地设置，治所在热河道承德县（今河北承德市），主官為熱河都統。
设林西镇守使、朝阳镇守使。
民國17年（1928年）9月，改制為热河省。